# Kadasikoppa, Kanakapura
Kadasikoppa là một làng thuộc tehsil Kanakapura, huyện Ramanagara, bang Karnataka, Ấn Độ.